# Vivi Ornitier

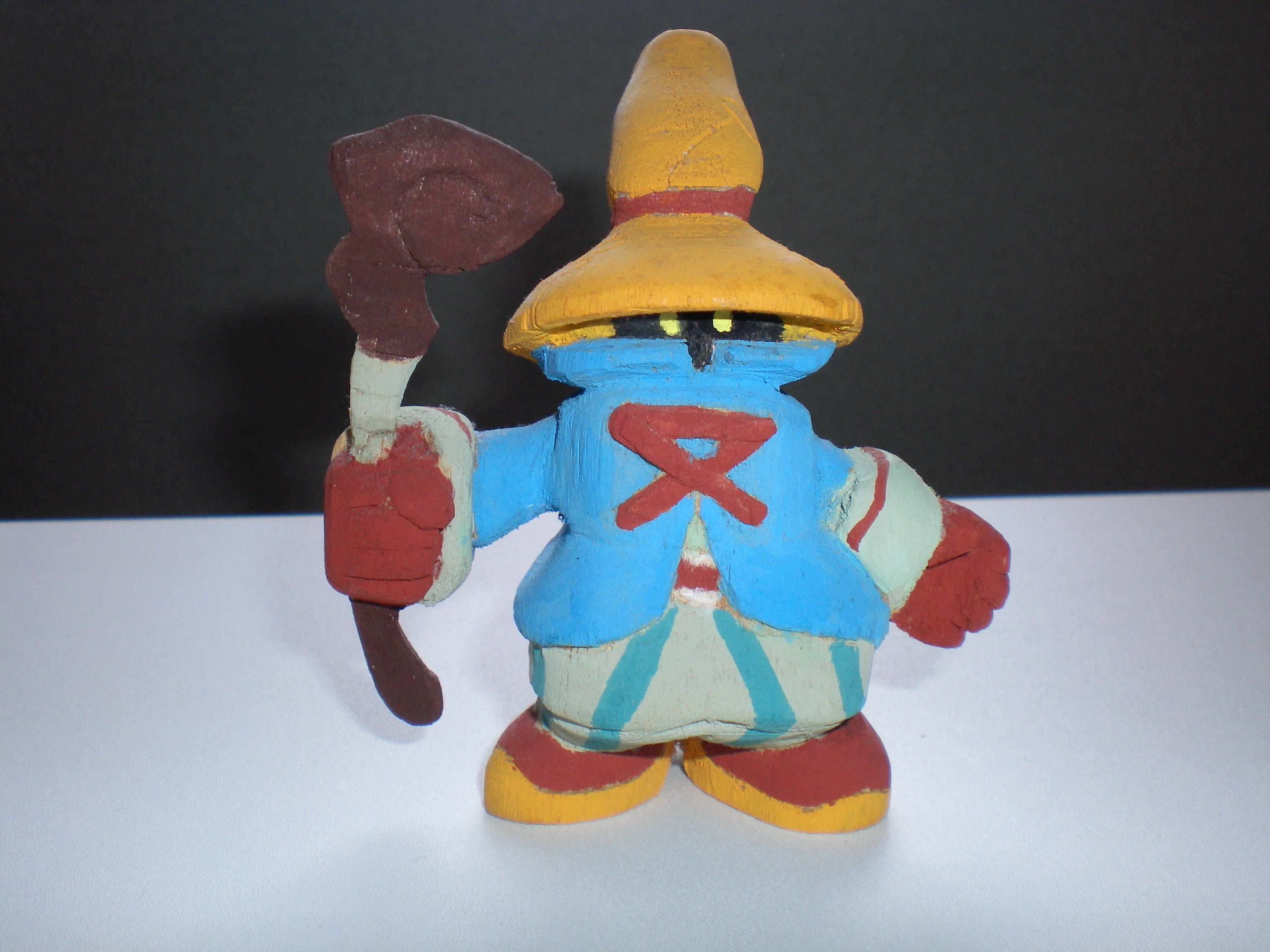
Figura de Vivi de Final Fantasy IX.

Vivi Ornitier es un personaje del videojuego Final Fantasy IX. Es un pequeño mago negro que vive en una cueva cerca de Treno (una ciudad de alta alcurnia) que además es muy tímido e introvertido y no recuerda su nacimiento. Sólo recuerda que vivía con su abuelo Quan, desde que lo rescató pescándolo. Su especialidad es la magia negra y se encuentra con el resto de personajes al inicio del juego en el teatro, donde Tantalus rapta a Garnet y sin querer escapa junto con la banda uniéndose a ella. Su forma recuerda al mago negro del Final Fantasy i, ojos brillantes, sombrero puntiagudo y cara tapada.
Vivi vive con el enigma de desconocer todo su pasado hasta que en la Aldea Dali descubre la fábrica de magos negros para el Ejército de Alexandria en la cual todos son parecidos a él pero de mayor altura y funcionan como máquinas, el descubre que fue creado ahí pero que por una tormenta el barril en el que viajaba se cayó en la Caverna de Quan cerca de Treno , siendo descubierto por un Qu (Quan) el cual lo adopta y con el cual reconoce sus pocos recuerdos, pensando que esta solo más tarde en La Aldea De Los Magos Negros conoce a un grupo de Magos Negros como él que salieron "con fallas" de la fábrica de Dali y que iniciaron una vida propia y amigable en una aldea, Vivi a lo largo del juego pierde su timidez en pos de sus amigos haciéndose valiente para evitar la destrucción de su mundo.

## Habilidades de Vivi
Magia Negra
La habilidad principal de Vivi es acumular y la habilidad de comando consiste en utilizar mágia negra. Aquí van algunas de las magias que podemos utilizar con Vivi.
- Aspir: Absorbe puntos de magia del enemigo.
- Piro, Piro+, Piro++: Daño elemental fuego.
- Hielo, Hielo+, Hielo++: Daño elemental Frío.
- Electro, Electro+, Electro++: Daño elemental Rayo.
- Paro: Inmoviliza al enemigo.
- Bio: Envenena al rival y hace daño no elemental.
- Toxis: Provoca el estado Veneno en un enemigo.
- Freno: Provoca el estado Freno en un enemigo.
- Drenaje: Absorbe VIT del enemigo.
- Meteo: Causa gran daño no elemental.
- Gravedad: Causa daño proporcionalmente a la cantidad de VIT del enemigo.
- Petra: Causa el estado piedra.
- Cometa: Daño no elemental.
- Fulgor: Causa daño no elemental.
- Mitad PM: Los hechizos cuestan la mitad de PM.
- Antiespejo: Permite lanzar hechizos que penetran el espejo del rival.
- Hecatombe: Causa daño de sombra a todos los enemigos y aliados.

Como es un mago negro hará magia negra, así que he aquí una lista con las magias que Vivi podría aprender en Final Fantasy IX:
El trance de Vivi es Magia Negra *2 que le permite hacer 2 magias negras en un turno.

## Otras apariciones
Vivi también ha aparecido en el videojuego Kingdom Hearts II.
- Datos: Q3538165
- Multimedia: Vivi (Final Fantasy) / Q3538165